# かご形三相誘導電動機

かご形三相誘導電動機

かご形三相誘導電動機（かごがたさんそうゆうどうでんどうき）とは三相交流で回転磁界を生成し、導体の両端を総て短絡した「かご型構造」のかご形回転子を利用した電動機（すなわち三相誘導電動機）である。

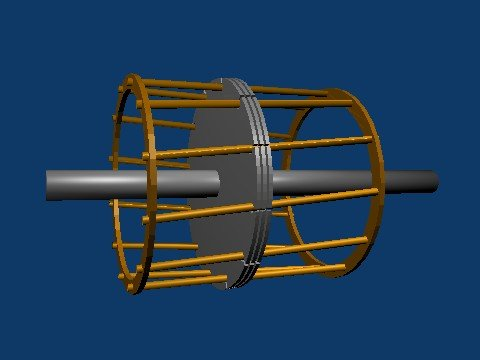
かご型回転子概念図
導体を両端で短絡した形状から「かご型」と呼ぶ

## 特徴
- 単相誘導電動機と異なり、三相交流だけで回転磁界を発生させることができ、回転磁界をつくるための装置が不要。
- 三相電源のうち、二極を入れ替えることで正転と逆転を切り替えることができる。

巻線形三相誘導電動機や整流子電動機と比べた場合、
- 構造が単純で安価である。
- 回転子に絶縁部がなく高熱に耐えるので高速域の過負荷に強い。
- ブラシやスリップリングのような摩耗・接触通電部分がないため、保守が簡単で堅牢（数年間の連続運転が可能）。
- 反面、始動トルクが小さく回転速度の調整範囲が狭い。
- 巻線形誘導電動機に比べ、始動トルクが小さく、大型機では始動時の突入電流を抑制するための始動装置（後述）が必要。

## 特性
総磁束が鉄心の飽和磁束に規定されるので、巻線の誘起電圧は回転数に比例し、これに負荷電流による巻線の電圧降下を加えたものが端子電圧になる。
この特性に合わせて、瞬時の回転数に比例した電圧と周波数の交流で運転すれば、高効率で優れた特性の速度制御が可能である。このような制御方式を可変電圧可変周波数制御と呼ぶ。しかし、従前は任意の周波数と電圧を自由に生成することが極めて困難であったため、商用周波数電源で運転されていた。そのため、起動トルクが低く大きなモータを使うなど様々の制約を受けていた。
大電力半導体素子の出現した現在では、インバータによる可変電圧可変周波数制御が容易に利用できるようになり、従前の制御方式よりも小型高効率のため、急速にこの制御方式に切り替えられている。現在の教科書・専門書の解説・解析はほとんど従前の固定周波数を前提に記述されているので、可変周波数動作ではスベリ率をスベリ周波数に直して考察するなど適切な変換が必要となる。
特殊な使い方として、電動機は回転磁界に見合った軸回転をしようと作用することから、二次側の回転が電動機回転を上回る場合に電動機回転に戻そうとする力が働くので発電ブレーキとして使用することも可能である。

## 構造
かご型回転子は、棒状の導体の両端を端絡環に溶接又はろう付けした構造になっている。小容量と中容量の誘導電動機では、導体と端絡環と通風翼が純度の高いアルミニウムの加圧鋳造で造られた一体構造となっている。
時間定格にもよるが、一般的に大型機には他動式の冷却ファン、中・小型機には自己回転軸に装備された自冷式の冷却ファンを装備するものが多く、自冷式では正逆回転のいずれにも対流が発生するように遠心式ファンとカバーの組み合わせとなっている。

## 商用周波数での始動法
始動時の考慮点としては、電源が許容できる始動電流・固定子巻線の始動電流による電磁力に対する耐力・回転子導体の起動銅損による発熱がある。
| 始動法       | 始動法       | 特性            | 特性            | 特性       | 特性       | 特性                       | 費用   | 用途                       |
| 小分類       | 大分類       | 始動電流        | 始動トルク      | 加速トルク | 最大トルク | 全電圧切り替え時の突入電流 | 費用   | 用途                       |
| ------------ | ------------ | --------------- | --------------- | ---------- | ---------- | -------------------------- | ------ | -------------------------- |
| 全電圧       | 全電圧       | 1               | 1               | 最大       | 大         | -                          | 最安   | 電源容量の許す限り         |
| スターデルタ | オープン     | 1/3             | 1/3             | 小         | 小         | 大                         | 安     | 無負荷・軽負荷始動のもの   |
| スターデルタ | クローズド   | 1/3             | 1/3             | 小         | 小         | 小                         | やや高 | 消火ポンプなどの防災設備   |
| リアクトル   | リアクトル   | 50 60 70 80 90% | 25 36 49 64 81% | 大         | 最大       | 小                         | 高     | 2乗トルク低減負荷          |
| コンドルファ | コンドルファ | 30 46 68%       | 25 42 64%       | やや小     | やや小     | 小                         | 最も高 | 始動電流を特に抑えたいもの |
| クザ         | クザ         | -               | -               | -          | -          | -                          | -      | -                          |

### 全電圧始動法
定格電圧をそのまま投入する方法。
特徴は、
- 電動機外付けの始動装置が不要であり安価である。
- 始動電流が非常に大きい。
- 始動トルクが比較的大きい。
- 他の負荷への影響が大きい。

など。
- 小型の電動機には広く用いられている。
- 中大型の電動機でも、他の負荷への影響や、固定子巻線の始動電流や始動中の電動機の温度上昇が許容できるならこの方法がよい。
- 中大型のかご形三相誘導電動機で全電圧始動法を用いる場合、始動電流抑制や始動トルク向上などのため、特殊かご形回転子が用いられる場合がある。これは、回転子を横切る磁界の周波数が始動時は高く、回転数が上がると低くなることを利用し、始動時に回転子回路（二次回路）の抵抗が高くなるような回転子構造とすることにより、始動電流の抑制や始動トルクの増大を図るものである。特殊かご形回転子は、構造により深みぞかご形と二重かご形に分類される。

全電圧始動法を用いることができない場合は、以下に示す減電圧始動法が用いられる。

### Y-Δ始動法
始動時に電動機の一次巻線をスター結線として投入し、一定時間経過後にデルタ結線とする。5.5kW以上の電動機で軽負荷または無負荷始動のもの。あるいは送風機などの強-弱切り替えにも使われる。
電磁接触器を3個使用した、3コンタクター型が推奨されている。これは、電動機停止時に電圧が印可されないものである。
特徴は、
- 外付けの始動装置が不要であり、減電圧始動法の中では一番安価である。
- 始動電流が全電圧始動法の3分の1となる。
- 始動トルクが定格の3分の1と小さい。
- 制御装置からの配線芯数について直入れ始動で最低3芯で済むのに対し、スターデルタ始動は最低6芯が必要。
- オープンの場合、切換時にショックがある。切り替えのタイミングによってはサージの発生により保護装置が動作する場合がある。
- クローズドの場合、抵抗の発熱のため、起動間隔が制限される場合がある。
- 電気に関する専門知識の乏しい者が点検・保守をすると、始動用と運転用の電磁接触器を同時投入させたり、配線ミスで電源短絡事故を起こすので注意を要する。

### リアクトル始動法 / クザ始動法
始動時に電動機の一次巻線と直列にリアクトルを挿入し、起動後に短絡する。なお、一次巻線のうち1相または2相のみにリアクトルまたは抵抗器を挿入するものはクザ始動と呼ばれ、リアクトル始動法の簡易版と言えるものである。ポンプ・ファンなどの2乗低減トルク負荷のクッションスタート用として用いられる。特徴は、
- 始動電流のわりに始動トルクが小さい。
- 始動装置は抵抗やリアクトルであり、変圧器を用いるコンドルファ法などに比べれば低コスト。

### コンドルファ法
V結線の単巻変圧器を使用して電圧を下げて始動し、起動後に全電圧を投入する。始動電流を特に抑えたい場合に使われる。
特徴は、
- 始動装置が変圧器であり、リアクトル始動やクザ始動よりも高価である。
- 始動電流のわりに始動トルクが小さい。
- 始動から運転への切換え時のショックが少ない。

### 極数切換法

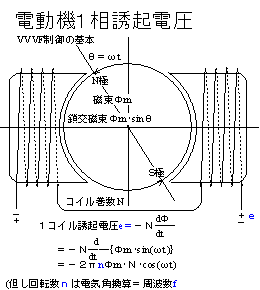
電動機の1相誘起電圧と回転数
回転数：周波数と電圧が比例

本来は速度（回転数）制御の手段の一つであり、極数変換方式の電動機はポールチェンジモータと呼ばれる。固定子コイルの接続を切換えることにより磁界の回転数を変化させ、始動特性の調節や回転子の速度制御を行う。特徴は、
- 段階的な速度制御となる（極数が倍になると、速度は約半分となる。例えば4極と8極の変換）。
- 高頻度の速度切り替えには適さない。
- メイン極数以外では効率が悪い場合がある。

### 可変周波数起動法
始動と速度制御とを兼ねる方法である。
インバータ法、可変電圧可変周波数制御: 交流入力を大電力半導体素子など（IGBT、GTOサイリスタ、水銀整流器等）を用いたインバータにより（回転数）周波数に比例した交流の電圧を発生させて（電圧V／周波数ｆ＝一定制御）、速度を調整するもの。モータの逆起電力に回路のインピーダンス（電圧）降下を加算した電圧を加えることが特徴であるが、これは直流機起動法と共通であり、交流のため制御要素として周波数と位相が加わっている。
- 高起動トルク、高効率で小型モータを採用できる
- 滑らかな速度制御が可能で、運転中に連続的な速度制御が必要な場合に有用。
- 通常の電動機を使用可である場合が多く、既設改造に適する。
- 高調波対策が必要。
- トルク脈動による部分共振が発生する場合がある。
- インバータ故障時商用電源直結運転可能な回路構成にする方法が一般的であるが、大容量機では減電圧始動系の起動回路を併設する必要がある

〔参考：火力原子力発電必携（社）火力原子力発電技術協会〕

### クローリング
クローリング（次同期運転）とは、始動時に同期速度の1/7付近でトルクの谷を生じ、負荷の要求するトルクよりも小さくなり加速しなくなる現象である。磁束成分に基本波と同方向の第7調波を多く含むために起きる。始動電流に近い電流が流れ、持続すると焼損する。
軽減策として、斜めスロットが使用される。